# Euroregion Pro Europa Viadrina

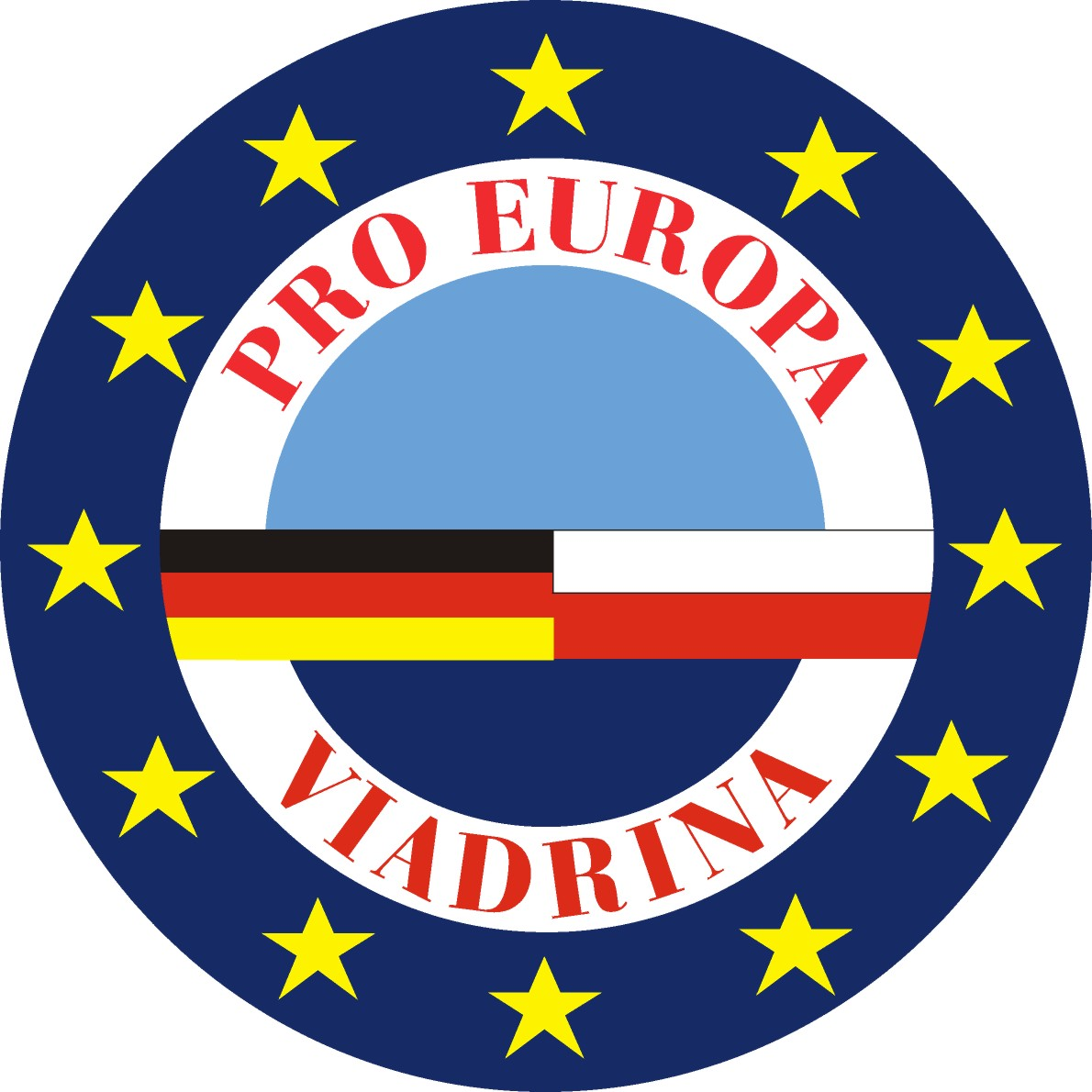
Logo der Euroregion

Die Euroregion Pro Europa Viadrina liegt an der deutsch-polnischen Grenze. Ziel ist die Förderung einer partnerschaftlichen und grenzüberschreitenden Zusammenarbeit dieser Regionen. Die polnische Seite der Euroregion umfasst insgesamt 27 Kreise im nördlichen Teil der Woiwodschaft Lebus. Von deutscher Seite sind die Landkreise Märkisch-Oderland und Oder-Spree und die kreisfreie Stadt Frankfurt (Oder) eingebunden.
Die Gesamtfläche der polnischen Seite der Euroregion beträgt 5.737 km², die Fläche der deutschen Seite macht 4.518 km² aus, insgesamt 10.255 km². Im Gebiet leben 823.827 Einwohner, die Bevölkerungsdichte beträgt 80 Einwohner/km².

## Entstehung
Die Euroregion Pro Europa wurde 1993 gegründet. Das erste Entwicklungs- und Handlungskonzept bildete sowohl die Grundlage für die Etablierung der Euroregion an sich, als auch eine Basis für den Einsatz der europäischen Förderungsmittel aus den Programmen INTERREG II und PHARE CBC. Mit dem Beitritt Polens zur Europäischen Union profitiert die Euroregion nun von Mitteln aus einem einheitlichen Fördertopf, gegenwärtig INTERREG V A (Förderperiode 2014–2020).
Die Euroregion Pro Europa Viadrina soll einen Weg für die künftige gemeinsame Entwicklung aufzeigen. Seit der Gründung der Euroregion ist ein  Netz von grenzüberschreitenden Kontakten gewachsen und  Projekte wurden verwirklicht. Ziel der Zusammenarbeit ist weiterhin, eine gemeinsame regionale Identität zu unterstützen, zu schaffen und die Wirtschaftskraft der Grenzregion zu stärken.

## Ziele der Euroregion
Ziel ist die Förderung der partnerschaftlichen grenzüberschreitenden Zusammenarbeit. Im Einzelnen sind dies
- Förderung der regionalen Identität und des europäischen Gedankens: Förderung von deutsch-polnischen Veranstaltungen und Begegnungen in den Bereichen Bildung, Kultur, Sozialwesen und Sport; Veranstaltungen und Maßnahmen zur Förderung des europäischen Gedankens; Euroregionale Einrichtungen und Begegnungsstätten; Sprachkompetenz; interkommunale Zusammenarbeit.

- Tourismus als Wachstumsfaktor: Aufbau eines gemeinsamen professionellen touristischen Regionalmarketings; Vervollständigung des touristischen Wegenetzes und wegebegleitender Maßnahmen; Entwicklung touristischer Marken und Höhepunkte; Entwicklung touristischer Schwerpunktpotentiale.

- Gemeinsame Infrastruktur und Schutz der Umwelt: Schaffung grenzüberschreitender Verkehrsverbindungen; Grenzübergreifende Stadt- und Gemeindeentwicklung und Raumplanung; Anbindung von Unternehmen an die grenzübergreifenden Verkehrswege; Versorgungs- und Entsorgungseinrichtungen (Trinkwasser, Abwasser, Energie, Abfallwirtschaft); Grenzübergreifender Katastrophenschutz; Zusammenarbeit und Vernetzung von regionalen Umweltorganisationen.

- Entwicklung des Unternehmergeistes und von KMU: Förderung der grenzüberschreitenden Unternehmenskooperation (Internationalisierung); Qualifizierung von Arbeitnehmern und Arbeitgebern; Zusammenarbeit in Wissenschaft und Forschung, Innovations- und Technologieförderung; Anregung der Zusammenarbeit in der Berufsausbildung; Stärkung der Branchenkompetenz im Grenzraum und Standortmarketing.

## Organisation
Träger der Euroregion sind auf deutscher Seite der Verein Mittlere Oder e.V. und auf polnischer Seite der Verein der polnischen Gemeinden der Euroregion Pro Europa Viadrina.
Die wichtigsten Organe der Euroregion sind:
- Der Rat: er besteht aus 20 Mitgliedern (je 10 Deutsche und Polnische) und ist das höchste beschließende Gremium der Euroregion.
- Das Präsidium: es wird vom Rat gewählt und besteht aus zwei deutschen und zwei polnischen Mitgliedern. Aufgabe des Präsidiums ist es, die Euroregion nach außen zu vertreten.
- Das Sekretariat: es wird durch die Geschäftsstellen in Frankfurt (Oder) und Gorzów Wlkp. gebildet. Diese führen die laufenden Geschäfte und koordinieren die Arbeiten der Arbeitsgruppen.
- Die Arbeitsgruppen: sie werden durch das Präsidium berufen und erarbeiten Vorschläge für gemeinsame Projekte auf den jeweiligen Gebieten (Projektmanagement, Tourismus und Wirtschaft).

## Mitglieder
Die Struktur der Euroregion wurde seit ihrer Gründung erheblich erweitert. Im Jahr 2008 umfasst sie 46 Mitglieder aus Polen und Deutschland.

### Deutschland
| - Amt Odervorland - Amt Seelow-Land - DGB Berlin-Brandenburg für den Interregionalen Gewerkschaftsrat (IGR) - Europa-Universität Viadrina - Evangelischer Kirchenkreis „An Oder und Spree“ | - Frankfurter Brücke e.V. - Handwerkskammer Frankfurt (Oder) - Industrie- und Handelskammer Frankfurt (Oder) - Investor Center Ostbrandenburg GmbH; Betreiber des World Trade Centers Frankfurt (Oder)/Słubice - Landkreis Märkisch-Oderland | - Landkreis Oder-Spree - Landschaftspflegeverband "Mittlere Oder" e.V. - Messe und Veranstaltung GmbH Frankfurt (Oder) - Die NaturFreunde Landesverband Brandenburg e.V. | - Stadt Frankfurt (Oder) - Stadt Seelow - Vereinigung der Unternehmerverbände in Berlin und Brandenburg e.V. |

### Polen
| - Bledzew - Bogdaniec - Cybinka - Deszczno - Dobiegniew - Drezdenko - Gorzów Wlkp. - Górzyca | - Kłodawa - Kostrzyn - Krzeszyce - Lubiszyn - Lubniewice - Lubuska Organizacja Pracownicza - Międzyrzecz - Ośno Lub. | - Przytoczna - Przczew - Rzepin - Santok - Skwierzyna - Słońsk - Słubice - Stare Kurowo | - Stowarzyszenie "Pro Educatio Viadrina" - Strzelce Krajeńskie - Sulęcin - Trzciel - Witnica - Zakład Doskonalenia Zawodowego Gorzów Wlkp. - Zwieszyn |